# Báthori-várkastély (Ötvöskónyi)
A Somogy vármegyei Ötvöskónyiban található Báthori-várkastélynak ma már csak a romjai láthatók. A 15. század második felében épült, majd a következő század elején átalakított, négy sarokbástyás reneszánsz kastély romjait ma az Ötvös nevű falurészhez tartozó szőlőhegy kertjei veszik körül, a 68-as főútról nyugat felé letérve közelíthetők meg.

## Története
A várkastély építéséről nincsenek pontos adatok, de annyit tudunk, hogy a 15. század második feléből származik, majd a 16. század elején átalakították.
Ötvös település a 15. század végén a Marczali és a Báthori családok tulajdonában állt, majd a következő század elején Pekry Lajos birtokolta, aki házasság révén szoros rokonságba került a Báthori családdal. Pekry erőszakkal kezdte elfoglalni a somogyi Báthori-birtokok nagy részét, valószínűleg így került hozzá ez a várkastély is.
1532-ben a Bécs ellen támadó Szulejmán portyázói foglalták el, így a vár átállt János király oldalára, de amint a törökök elvonultak, azonnal a Ferdinánd-pártiakhoz került vissza, hiszen a közeli Segesden található birtokközpont urai, a Báthoriak, szintén az ő oldalán álltak. A vár az 1537-es vesztes eszéki csata után került vissza a segesdi uradalomhoz, majd 1538-ban a Báthoriakkal szoros kapcsolatban álló Török Bálint Báthori András kérésére foglaltatta el azt. Török Bálint Túr és Kálmáncsehi váraihoz hasonlóan valószínűleg az ötvösi várat is felrobbantotta, amire valószínűleg az adott okot, hogy belőle rendszeresen erőszakos portyázások és rablások indultak, 1538-ban például Pekri Lajos várnagy emberei elrabolták Dersfi Miklósné Kapos-újvárba tartó borszállítmányát.
Miután Török Bálinttól visszakerült Báthori Andráshoz, az 1540-es évek közepére a vár körüli település elnéptelenedett. Ettől az időszaktól kezdve folyamatosan voltak a török támadások, például 1542 és 1546 között is. Ekkor a vár tulajdonosa az az Alya Mátyás koroknyai kapitány volt, aki a Pécset korábban ellenállás nélkül feladó sereg egyik lovassági vezére is volt. 1546-ban Ötvösre visszatelepült a lakosság, majd 1548-ban a Batthyányiak tulajdonába került. 1552-ben újabb török támadás érte, 1566-tól a mohácsi szandzsákhoz tartozott. Amikor 1594-ben Zrínyi György visszaszerezte Babócsát és Segesdet, Ötvös is magyar kézre került. 1600-tól története sokáig nem ismert. 1664-ben Evlija Cselebi írása szerint a várkastély Zrínyi Miklósé volt, azonban a tatár elővéd elfoglalta az „elővárost”, a lakosságot pedig a várba űzték.
Az 1600-as évek végén a vár leégett, és erősen pusztulni kezdett. Az 1960-as évek közepéig egy beerdősült, bebozótosodott magánterületen állt, majd 1966-ban megkezdődött a régészeti feltárás.

## Leírás
A téglalap alaprajzú várkastély észak- és délnyugati sarkain kör, míg észak- és délkeleti sarkain négyzet alaprajzú torony állt. Két bejárata volt, egy felvonóhidas gyalogkapu a délkeleti, egy nagyobb kocsibejáró pedig a déli oldalon. Az északi részen elhelyezkedő palotaszárny alatt a 16. század elejéről vagy még korábbról származó boltozatos pincék helyezkedtek el. A vár köré döngölt agyagsáncot is emeltek, amelyhez cölöpök köré döngölt földtömítést is alkalmaztak, legkívül pedig palánkkerítést építettek.
A 20. századi régészeti feltárások során reneszánsz kályhaszemeket és egyéb 15. és 16. századi edénytöredékeket ástak ki a földből, majd előkerültek félhold és patkó alakú bélyegdíszekkel ellátott téglák is.